# Brithon
Brithon is een rivier in Beleriand in het Midden-Aarde van J.R.R. Tolkien. De Brithon stroomt door het gebied de Falas naar zee in het westen van Beleriand. De rivier had vooral betekenis door de stad die bij de monding lag, de haven van Brithombar.